# 1-я кавалерийская дивизия (США)
1-я кавалерийская дивизия (англ. 1st Cavalry Division) — тактическое соединение Армии США, существующее с 1921 года.
Прозвище — «Первый отряд» (First Team).
За период своего существования соединение служило в качестве кавалерийской, пехотной, аэромобильной и бронетанковой дивизий.

## История
В 1855 году был сформирован 1-й кавалерийский полк, на основе которого в сентябре 1921 года была создана 1-я кавалерийская дивизия армии США.
Для Армии США период между Первой и Второй мировыми войнами был временем упадка, что отразилось и на новой дивизии. Предполагалось, что она будет проводить учения ежегодно, однако после первых учений 1923 года следующие состоялись только в 1927 году. В последующем дивизия несколько раз меняла структуру в рамках проводившихся экспериментов по поиску оптимального количества и численности её формирований.
28 февраля 1943 года лишилось лошадей последнее конное подразделение дивизии. Формально сохраняя название кавалерийской, дивизия теперь являлась лёгкой пехотной.

### Вторая мировая война
В середине года она была переброшена в Австралию для подготовки к участию в Тихоокеанской кампании.
29 февраля 1944 года 1-я кавалерийская дивизия прошла «боевое крещение» — её подразделения высадились на островах Адмиралтейства (Новая Гвинея). Бои здесь закончились в мае. С 20 октября дивизия высадилась на острове Лейте, начав освобождение Филиппин. Вплоть до конца войны она участвовала в боях на Лейте и Лусоне. После завершения боевых действий 1-я кавалерийская дивизия была отправлена в Японию для несения оккупационной службы. 8 сентября 1945 года она стала первой американской дивизией, вступившей в Токио.

### Корея
В июле 1950 года, сразу после начала Корейской войны, дивизия была переброшена в Южную Корею. В ходе обороны Пусанского периметра солдаты получили необходимый боевой опыт, и уровень боеспособности дивизии повысился. 41 военнослужащий дивизии, попавший в плен в ходе боёв, был казнён северокорейскими солдатами (резня на высоте 303). 19 октября дивизия заняла Пхеньян, вновь став первой дивизией США, вступившей во вражескую столицу. 1—2 ноября один из её полков стал первым американским формированием, встретившим силы Китайских народных добровольцев в тяжёлом бою при Унсан.
Дивизия оставалась на корейском театре военных действий до января 1952 года, когда была сменена 45-й пехотной дивизией сухопутных войск Национальной гвардии.

### Вьетнам
В 1962 году были утверждены штаты 11-й экспериментальной воздушно-десантной дивизии, в течение следующих двух лет дивизия (получившая пополнение из состава 2-й пехотной дивизии) отрабатывала новую для своего времени концепцию ведения мобильной войны с применением вертолётов. 3 июля 1965 года в Форт-Беннинг дивизия получила символику и номера формирований 1-й кавалерийской дивизии (в название добавилось слово «аэромобильная»). В этот момент времени численность дивизии составляла 15 787 человек. На вооружении имелись 93 лёгких разведывательных вертолёта OH-13, 111 многоцелевых вертолётов UH-1B, 176 многоцелевых вертолётов UH-1D, 48 транспортных вертолётов CH-47, шесть самолётов OV-1, 1600 автомашин. В сентябре 1965 года дивизия была переброшена в Южный Вьетнам — в базовый лагерь Кэмп-Рэдклифф в районе Анкхе (Центральное плоскогорье, тактическая зона II корпуса) и начала участие во Вьетнамской войне. Как отметил командир дивизии, «Где-то в анналах военной истории могли быть соединения, созданные, подготовленные и отправленные за 12 000 миль в бой в течение 90 дней, но ни одно не приходит на ум».
С октября 1965 она начала проводить боевые операции, и уже в конце месяца получила первое серьёзное задание — преследовать подразделения северовьетнамской армии, отступающие от лагеря спецназа в Плейме. Это привело к одному из самых известных сражений войны в долине Йа-Дранг, где, несмотря на большие потери в одном батальоне и фактическое уничтожение другого, 3-я бригада дивизии сумела отразить атаки нескольких полков противника, утративших после этого боеспособность.
В январе — марте 1966 года дивизия принимала участие в новой крупной операции Masher/White Wing, за которой последовали ещё несколько. В 1966 году дивизия действовала на значительной части территории 2-й армейского корпуса, однако в 1967 году она сконцентрировала свои усилия на прибрежной провинции Биньдинь (операция Pershing).
В январе 1968 года, накануне Тетского наступления, дивизия была передислоцирована в 1-й армейский корпус, где участвовала в боях за Хюэ и Куангчи. В конце года дивизия вновь сменила свою дислокацию, на этот раз переместившись в 3-й армейский корпус, в район Сайгона.
Весной 1970 года она участвовала в Камбоджийской кампании.
Основная часть формирований дивизии покинула Вьетнам весной 1971 года, однако одна бригада оставалась до лета 1972 года (уже не участвуя в активных боевых действиях) в составе последних американских наземных формирований в Южном Вьетнаме.

### 1970-е — 1990-е
После возвращения в США дивизия утратила статус аэромобильной и превратилась в бронетанковую, тем не менее, сохраняя своё традиционное название. Она участвовала в операции «Буря в пустыне», однако находилась в резерве 7-го армейского корпуса и поэтому приняла лишь эпизодическое участие в боевых действиях.

### Война в Персидском заливе
1-я кавалерийская дивизия сражалась во время операции «Буря в пустыне» в январе и феврале 1991 года. Она участвовала в битве при Норфолке. 1-я кавалерийская дивизия была развёрнута в октябре 1990 года в составе XVIII корпуса. Планировалось усилить дивизию за счет присоединения бригады «Тигр» от 2-й бронетанковой дивизии, но эта бригада была придана 1-му экспедиционному соединению морской пехоты (1-я и 2-я дмп), чтобы добавить этим силам поддержку тяжёлой бронетехники. Следовательно, 1-й кавалерийской дивизии была отведена роль резерва Центкома. Во время наземной войны 1-я кд была приписана к VII корпусу и сыграла решающую роль в переброске сухопутных войск на кувейтский и западно-саудовский театры военных действий, совершив два нападения на удерживаемую Ираком территорию, когда дивизионная бригада «Блак Джек» (Black Jack) двигалась на север, вынуждая вражеское командование выводить иракские дивизии из Кувейта для поддержки иракских подразделений, обороняющихся в непосредственно самом Ираке. Это движение возглавлял 1-й батальон 5-го кавалерийского полка, который прошёл через несколько иракских дивизий, от Вади Аль-Батин (Wadi Al-Batin) к северу от Басры, прежде чем остановиться. Атака основных боевых танков M1 Abrams, боевых машин пехоты M2 Bradley и других вспомогательных машин продвигалась намного быстрее, чем считалось возможным, застав иракскую армию врасплох.
13-й батальон связи был первым подразделением в армии США, которое ввело в бой мобильное абонентское оборудование (MSE). Установка, эксплуатация и техническое обслуживание оборудования связи для поддержки сети связи, охватывающей более 280 километров, 13-й батальон связи снова обеспечивал связь дивизии. 13-й батальон связи был первым подразделением армии США, которое обеспечило цифровую связь в Юго-Западной Азии. Это был шлюз, соединяющий порт Даммам со штабом XVIII воздушно-десантного корпуса армии США.
После возвращения дивизии из Кувейта 1-я бригада «Тигр» 2-й бронетанковой дивизии была переименована в 3-ю бригаду 1-й кавалерийской дивизии.

### Ирак
Очередной войной в боевой биографии дивизии стала Иракская.
В октябре 2001 года бригада дивизии была развёрнута на иракско-кувейтской границе. Некоторые подразделения дивизии участвовали в первоначальном вторжении в Ирак в 2003 году. Дивизия в полном составе была развёрнута в Ираке в январе 2004 года, отправив в бой первое подразделение 9-го кавалерийского полка в сентябре 2003 года. 1-я кавалерийская дивизия сменила 1-ю бронетанковую дивизию в Багдаде. Среди подчиненных ей формирований были: 256-я пехотная бригада Национальной гвардии Луизианы; 39-я пехотная бригада Национальной гвардии Арканзаса; подразделение роты Альфа 28-го батальона связи; подразделения 81-й бронетанковой бригады Национальной гвардии Вашингтона; и 2-й батальон 162-го пехотного полка (Орегон) и рота Эхо (служба управления воздушным движением) 126-го авиационного полка (Массачусетс). Проведя в Ираке более года, она вернулась в США к апрелю 2005 года. Её сменила 3-я пехотная дивизия. Артиллерийское командование (DIVARTY) было организовано как 5-я бригада. В ней содержались: штаб и штабная рота (HHB), артиллерийское командование (DIVARTY); 1-й батальон 7-го кавалерийского полка (1-7 Cavalry); 1-й батальон 8-го кавалерийского полка; 1-й дивизион 21-го артиллерийского полка; и 515-й батальон передовой поддержки (515th FSB). Дивизия участвовала во многих ключевых сражениях против повстанцев, в том числе во Второй битве при Фаллудже в 2004 году, когда 2-я бригада 1-й кавалерийской дивизии, приданная 1-му экспедиционному соединению морской пехоты, вела интенсивные городские бои от дома к дому, чтобы уничтожить вражеские ячейки в городе. Во время развёртывания Operation Iraqi Freedom (OIF2) численность постоянного и прикреплённого персонала дивизии составляла около 40 000 человек. В бою погибло 168 военнослужащих, около 1500 получили ранения.
Дивизия выполняла обязанности штаба Многонациональной дивизии — Багдад (Multi-National Division — Baghdad) с ноября 2006 года по декабрь 2007 года. 4-я бригада, сформированная в 2005 году, прибыла в мухафазу Найнава в октябре и ноябре 2006 года. Однако 2-й батальон 12-го кавалерийского полка был выделен и переброшен в Багдад, чтобы усилить там усилия дивизии.
3-я бригада «Серый волк» была развёрнута в провинции Дияла в сентябре 2006 года и участвовала в битве при Баакубе в рамках увеличения численности войск в Ираке в 2007 году.
Дивизия взяла на себя обязанности штаба Многонациональной дивизии — Багдад в период январь 2009 — январь 2010. Развёртывание затем было продлено на 23 дня.
4-я бригада «Длинный нож», развёрнута в Мосуле, провинция Найнава, с сентября 2010 по сентябрь 2011 года.

## Состав
- ОШС 1-й кавалерийской дивизии на 1942 год.
- ОШС 1-й кавалерийской дивизии на 1944—45 гг.
- ОШС 1-й кавалерийской дивизии на 2024 год.

- 1-я кавалерийская бригада (1st Cavalry Brigade)
  - 5-й кавалерийский полк (5th Cavalry Regiment)
  - 12-й кавалерийский полк (12th Cavalry Regiment)
- 2-я кавалерийская бригада (2nd Cavalry Brigade)
  - 7-й кавалерийский полк (7th Cavalry Regiment)
  - 8-й кавалерийский полк (8th Cavalry Regiment)
- Артиллерийское командование (3rd Cavalry Division Artillery)
  - 61-й артиллерийский дивизион (61st Field Artillery Battalion) (105 мм)
  - 82-й артиллерийский дивизион (82nd Field Artillery Battalion) (105 мм)
  - 99-й артиллерийский дивизион (99th Field Artillery Battalion) (105 мм)
  - 271-й артиллерийский дивизион (271st Field Artillery Battalion) (105 мм)
- 1-й медицинский эскадрон (1st Medical Squadron)
- 8-й инженерный эскадрон (8th Engineer Squadron)
- 16-й эскадрон тылового обеспечения (16th Quartermaster Squadron)
- 1-й взвод связи (1st Signal Troop)
- 27-я артиллерийско-техническая рота (27th Ordnance Maintenance Company)
- 302-й разведывательный взвод (302nd Reconnaissance Troop)
- 603-я легкотанковая рота (603rd Light Tank Company)
- 801-й отряд контрразведки (801st CIC Detachment)

- 1-я кавалерийская дивизия (Форт-Худ)[6] (Склады материальных средств POMCUS в Бельгии (Гроббендонк, Зутендаль) и Нидерландах (Брунссум, Эйгельсховен) и склад боеприпасов в Зутендале) (1st Cavalry Division, Fort Hood (Texas) (Operation Reforger unit. POMCUS materiel depots in Belgium (Grobbendonk, Zutendaal) and the Netherlands (Brunssum, Eygelshoven) and ammunition depot in Zutendaal)[7])
  - Штаб и штабная рота (Headquarters and Headquarters Company)
  - Оркестр (1st Cavalry Division Band)
  - Конный отряд (1st Cavalry Horse Detachment)
- 1-я бригада (1st Brigade)
  - Штаб и штабная рота (Headquarters and Headquarters Company)
  - 2-й батальон 5-го кавалерийского полка (механизированный)[8] (2nd Battalion, 5th Cavalry (Mechanized))
  - 2-й батальон 8-го кавалерийского полка (2nd Battalion, 8th Cavalry)
  - 3-й батальон 32-го бронетанкового полка (3rd Battalion, 32nd Armor)
- 2-я бригада (2nd Brigade)
  - Штаб и штабная рота (Headquarters and Headquarters Troop)
  - 1-й батальон 5-го кавалерийского полка (механизированный) (1st Battalion, 5th Cavalry (Mechanized))
  - 1-й батальон 8-го кавалерийского полка (1st Battalion, 8th Cavalry)
  - 1-й батальон 32-го бронетанкового полка (1st Battalion, 32nd Armor)
- 155-я бронетанковая бригада (Тьюпело[9]) (Армия Национальной гвардии штата Миссисипи)[10] (155th Armored Brigade, Tupelo (Mississippi Army National Guard))
  - Штаб и штабная рота (Headquarters and Headquarters Company)
  - 3-й батальон 141-го пехотного полка (механизированный)[11][12] (Мак-Аллен (3rd Battalion, 141st Infantry (Mechanized), McAllen (Texas Army National Guard))
  - 1-й батальон 155-го пехотного полка (механизированный) (Мак-ком) (1st Battalion, 155th Infantry (Mechanized))
  - 1-й батальон 198-го бронетанкового полка (Амори) (1st Battalion, 198th Armor)
  - 2-й батальон 198-го бронетанкового полка (Гринвилл) (2nd Battalion, 198th Armor, Greenville)
  - 2-й дивизион 114-го артиллерийского полка (Старквилл) (2nd Battalion, 114th Field Artillery, Starkville (24 × M109A3))
  - 106-й батальон передовой поддержки (Монтиселло) (106th Support Battalion (Forward), Monticello)
  - Рота Альфа 98-го кавалерийского полка (Луисвилл) (Troop A, 98th Cavalry, Louisville (19 × M3 Bradley, 3 × M106A2))
  - 134-я инженерная рота (134th Engineer Company)
- Кавалерийская бригада[13] (Cavalry Brigade)
  - Штаб и штабная рота (Headquarters and Headquarters Troop)
  - 1-й эскадрон 7-го кавалерийского полка (разведка) (Рота Браво (наземная) неактивна) (1st Squadron, 7th Cavalry (Reconnaissance) (Troop B (Ground) inactive) (21 × M3 Bradley, 3 × M106A2, 8 × AH-1S Cobra, 12 × OH-58C Kiowa, 1 × UH-60A Black Hawk))
  - 1-й батальон 227-го авиационного полка (ударный) (1st Battalion, 227th Aviation (Attack) (18 × AH-64 Apache, 13 × OH-58D Kiowa,[14][15] 3 × UH-60A Black Hawk)[16])
  - Рота Дельта 227-го авиационного полка (поддержки командования) (Company D, 227th Aviation (Command Support) (12 × OH-58C, 6 × UH-1H, 3 × EH-60A))
  - Рота Эхо 227-го авиационного полка (штурмовая) (Company E, 227th Aviation (Assault) (15 × UH-60A Black Hawk))
- Артиллерийское командование[14][15][17] (Division Artillery (DIVARTY))
  - Штаб и штабная батарея (Headquarters and Headquarters Battery)
  - 1-й дивизион 82-го артиллерийского полка[18][19] (1st Battalion, 82nd Field Artillery (24 × M109A3))
  - 3-й дивизион 82-го артиллерийского полка[20] (3rd Battalion, 82nd Field Artillery (24 × M109A3))
  - Батарея Альфа 21-го артиллерийского полка (Battery A, 21st Field Artillery[21] (9 × M270 MLRS))
  - Батарея Альфа 333-го артиллерийского полка (артиллерийская разведка) (Battery A, 333rd Field Artillery (Target Acquisition)[14][15][22])
- Командование материально-технического обеспечения (Division Support Command (DISCOM))
  - Штаб и штабная рота (Headquarters and Headquarters Company)
  - 15-й батальон передовой поддержки (15th Support Battalion (Forward))
  - 27-й батальон основной поддержки (27th Support Battalion (Main))
  - 115-й батальон передовой поддержки (115th Support Battalion (Forward))
  - Рота Фокстрот 227-го авиационного полка (технического обслуживания авиации) (Company F, 227th Aviation (Aviation Intermediate Maintenance))
  - 4-й дивизион 5-го артиллерийского полка ПВО (с 16 ноября 1988 г.) (4th Battalion, 5th Air Defense Artillery (assigned 16 November 1988)[23]
  - 8-й инженерный батальон (8th Engineer Battalion[24])
  - 13-й батальон связи[25] (13th Signal Battalion)
  - 312-й батальон военной разведки (включая РЭР)[26] (312th Military Intelligence Battalion (Combat Electronic Warfare & Intelligence))
  - 545-я рота военной полиции (545th Military Police Company[27])
  - 68-я химическая рота (68th Chemical Company[28])

- 1-я кавалерийская дивизия[29]
  - 1-я бригада 1-й кавалерийской дивизии
    - 2-й батальон 5-го кавалерийского полка
    - 2-й батальон 8-го кавалерийского полка
    - 3-й батальон 32-го кавалерийского полка

  - 2-я бригада 1-й кавалерийской дивизии
    - 1-й батальон 5-го кавалерийского полка
    - 1-й батальон 8-го кавалерийского полка
    - 1-й батальон 32-го кавалерийского полка

  - 1-я бригада «Тайгер» 2-й бронетанковой дивизии (4 октября — 30 декабря 1990)
    - 3-й батальон 41-го пехотного полка
    - 1-й батальон 67-го бронетанкового полка
    - 3-й батальон 67-го бронетанкового полка

  - Авиационная бригада 1-й кавалерийской дивизии
    - 1-й батальон 3-го авиационного полка
    - 1-й батальон 227-го авиационного полка

  - Артиллерийское командование 1-й кавалерийской дивизии
    - 1-й дивизион 3-го артиллерийского полка
    - 1-й дивизион 82-го артиллерийского полка
    - 3-й дивизион 82-го артиллерийского полка
    - Батарея Альфа 21-го артиллерийского полка
    - Батарея Альфа 92-го артиллерийского полка
    - Батарея Альфа 333-го артиллерийского полка

  - Командование поддержки 1-й кавалерийской дивизии
    - 15-й батальон поддержки (передовой)
    - 27-й батальон поддержки (основной)
    - 115-й батальон поддержки (передовой)
    - 502-й батальон поддержки (передовой)
    - 169-й батальон технического обслуживания
    - 43-я корпусная группа поддержки
    - 91-я химическая рота

  - Отдельные подразделения 1-й кавалерийской дивизии
    - Оркестр 1-й кавалерийской дивизии
    - 1-й эскадрон 7-го кавалерийского полка
    - 4-й батальон 5-го полка ПВО
    - 8-й инженерный батальон
    - 13-й батальон связи
    - 15-й финансовый батальон
    - 15-й батальон кадровой службы
    - Рота Альфа 17-го инженерного батальона
    - 44-я химическая рота (РХБЗ)
    - 68-я химическая рота
    - 123-й инженерный отряд (территорикальный)
    - 577-й инженерный отряд (территорикальный)
    - 312-й батальон военной разведки
    - 1-й взвод 502-й роты военной полиции
    - 525-я рота военной полиции

- Штаб и штабной батальон (Division Headquarters and Headquarters Battalion «Maverick»)
  - Рота обеспечения штаба (Headquarters Support Company)
  - Рота разведки и поддержки (Signal Intelligence and Sustainment Company)
  - Рота связи (Signal Company)
  - Церемониальный конный отряд (Horse Cavalry Detachment)
  - Оркестр (1st Cavalry Division Band)
- 1-й эскадрон 7-го кавалерийского полка (1st Squadron, 7th Cavalry (RSTA) «Garryowen!») (войсковая разведка)
- 1-я бронетанковая бригада «Железная лошадь»[30] (1st Armored Brigade Combat Team «Ironhorse»)
  - Штаб и штабная рота (Headquarters & Headquarters Troop, 1st BCT)
  - Рота С 10-го кавалерийского полка (C Troop,10th Cavalry Regiment «Cowboy») (войсковая разведка)
  - 2-й батальон 5-го кавалерийского полка (2d Battalion, 5th Cavalry «Lancers»)
  - 2-й батальон 8-го кавалерийского полка (2d Battalion, 8th Cavalry «Stallions»)
  - 2-й батальон 12-го кавалерийского полка (2d Battalion, 12th Cavalry «Thunder Horse»)
  - 91-й инженерный батальон (91st Brigade Engineer Battalion «Sabers»)
- 2-я бронетанковая бригада «Блэкджек» (2nd Armored Brigade Combat Team «Black Jack»)
  - Штаб и штабная рота (Headquarters & Headquarters Troop, 2st BCT)
  - 4-й эскадрон 9-го кавалерийского полка (4th Squadron, 9th Cavalry (RSTA) «Darkhorse») (войсковая разведка)
  - 1-й батальон 5-го кавалерийского полка (1st Battalion, 5th Cavalry «Black Knights»)
  - 1-й батальон 8-го кавалерийского полка (1st Battalion, 8th Cavalry «Mustangs»)
  - 1-й батальон 9-го кавалерийского полка (1st Battalion, 9th Cavalry «Head Hunters»)
  - 8-й инженерный батальон (8th Brigade Engineer Battalion «Trojan Horse»)
- 3-я бронетанковая бригада «Серый волк» (3rd Armored Brigade Combat Team «Greywolf»)
  - Штаб и штабная рота (Headquarters & Headquarters Troop, 3st BCT)
  - 6-й эскадрон 9-го кавалерийского полка (6th Squadron, 9th Cavalry (RSTA) «Saber»)
  - 2-й батальон 7-го кавалерийского полка (2d Battalion, 7th Cavalry «Ghost»)
  - 3-й батальон 8-го кавалерийского полка (3d Battalion, 8th Cavalry «Warhorse»)
  - 1-й батальон 12-го кавалерийского полка (1st Battalion, 12th Cavalry «Chargers»)
  - 3-й инженерный батальон (3d Brigade Engineer Battalion «Beavers»)
- Артиллерийское командование (1st Cavalry Division Artillery)
  - Штаб и штабная батарея (Headquarters and Headquarters Battery)
  - 1-й дивизион 82-го артиллерийского полка (1st Battalion, 82d Field Artillery «Dragons»)
  - 2-й дивизион 82-го артиллерийского полка (2d Battalion, 82d Field Artillery «Steel Dragons»)
  - 3-й дивизион 16-го артиллерийского полка (3rd Battalion, 16th Field Artillery «Rolling Thunder»)
  - 6-й дивизион 56-го полка ПВО (6th Battalion, 56th Air Defense Artillery «Nighthawks»)
- 1-я авиакавалерийская бригада / Бригада армейской авиации «Воины» (1st Air Cavalry Brigade / Combat Aviation Brigade «Warriors»)
  - Штаб и штабная рота (Headquarters and Headquarters Company)
  - 7-й эскадрон 17-го кавалерийского полка (7th Squadron, 17th Cavalry Squadron «PaleHorse» )
  - 1-й батальон 227-го авиационного полка (1st Battalion, 227th Aviation Regiment «First Attack»)
  - 2-й батальон 227-го авиационного полка (2nd Battalion, 227th Aviation Regiment «Lobos»)
  - 3-й батальон 227-го авиационного полка (3d Battalion, 227th Aviation Regiment «Spearhead»)
  - Рота E 227-го авиационного полка (Company E, 227th Aviation Regiment) (MQ-1C Gray Eagle)
  - 615-й батальон тылового обеспечения (615th Aviation Support Battalion «Cold Steel»)
- Бригада поддержки (1st Cavalry Division Sustainment Brigade)
  - Штаб и штабная рота (Headquarters and Headquarters Company)
  - 1-й батальон специальных войск (1st Special Troops Battalion)
  - 15-й финансовый батальон (15th Finance Battalion)
  - 15-й батальон поддержки бригады (15th Brigade Support Battalion «Gambler»)
  - 16-й батальон поддержки бригады (16th Brigade Support Battalion)
  - 115-й батальон поддержки бригады (115th Brigade Support Battalion «Muleskinners»)
  - 215-й батальон поддержки бригады (215th Brigade Support Battalion «Blacksmiths»)
  - 553-й батальон поддержки боевого обеспечения (553rd Combat Sustainment Support Battalion)

## Командиры
- Генерал-майор Кеньон Джойс[англ.] (ноябрь 1938 — октябрь 1940)
- Генерал-майор Дэниел Болгер[англ.] (апрель 2008 — апрель 2010)
- Бригадный генерал (позже генерал-майор) Майкл Биллз[англ.][31] (январь 2014 — январь 2016)

## Отличившиеся воины дивизии

### Корейская война
- Берк, Ллойд Лесли
- Крейг, Гордон Мейнард
- Хандрих, Мелвин Оскар
- Янг, Роберт Харли

### Вьетнамская война
- Крэндолл, Брюс Перри
- Фримэн, Эд

## В искусстве
Фильм «Мы были солдатами» полностью посвящён 1-му эскадрону 7-го кавалерийского полка дивизии и его действиям во время битвы в долине Йа-Дранг.
В этой дивизии проходил службу автор книги «Ястреб-цыплятник» Роберт Мейсон с августа 1965 по май 1966.
Действия дивизии показаны в фильме Фрэнсиса Форда Копполы «Апокалипсис сегодня».
Фильм «Гран Торино» рассказывает о ветеране 1-й кавалерийской дивизии, участвовавшей в корейской войне.
В сериале «Долгая дорога домой» 2017 года описываются события, произошедшие в апреле 2004 года в Ираке.
Главный герой фильма «Лестница Иакова» режиссёра Эдриана Лайана, Джейкоб Сингер, также служил в 1-й кавалерийской дивизии. Символику подразделения можно наблюдать в первых сценах фильма, действие которых происходит во время Войны во Вьетнаме.